# Regionales Staatliches Museum für Volksarchitektur und Brauchtum
Das Regionale Staatliche Museum für Volksarchitektur und Brauchtum, Czernowitz (ukrainisch Чернівецький обласний державний музей народної архітектури та побуту) ist ein Freilichtmuseum der Volksarchitektur in der ukrainischen Stadt Czernowitz. 

## Geschichte
Der Bau des Museums begann am 19. Juli 1977. Für Besucher geöffnet ist es seit dem 5. Juli 1986. Wichtig für die Gründung des Museums waren sein erster Direktor, der Volkskundler Taras Hertsyuk Schnitzer, Museumsplaner Panas Mikolaichuk sowie die Wissenschaftler Pavelchuk Konstantin und Basil Pawluk.

## Sammlung
Die Sammlung des Museums umfasst mehr als 8.000 Objekte, darunter Volkstrachten, Textilien, bäuerliche Werkzeuge, Haushaltsgegenstände, Möbel, Geschirr, Kunsthandwerk, Werke der dekorativen Kunst, Drucke, Fotos etc. Das Museum beherbergt Dauerausstellungen und Sonderausstellungen zur Volkskultur der Bukovina wie z. B. Kunst und Handwerk, traditionelle Kleidung, Bukowina-Teppiche, gewebte Gürtel, Stickerei, Perlen in der Tracht, Lederprodukte, Keramik, Holzschalen, Ostereier, Volksmusikinstrumente und Ikonenmalerei.

## Freigelände
Die aktuelle Freigelände besteht aus den zwei architektonischen und ethnographischen Bereichen Hotynschyna (mit Gebäuden und Exponaten aus der Gegend um Chotyn, Kelmenzi und Sokyrjany) und West Dnjestr (Kizman, Sastawna, Nowoselyzja) (9,38 ha). Geplant ist der Bau von den weiteren Bereichen: Huzulschyna (Putyla und z. T. Wyschnyzja), Karpaten (Storoschynez und Wyschnyzja) (6,4559 ha) und dem archäologischen Sektor Alt-Bukowina. 
Auf dem Freigelände befinden sich 35 Gebäude. Sie sind typische Beispiele der Volksarchitektur von der zweiten Hälfte des 17. bis zur ersten Hälfte des 20. Jahrhunderts. Dazu zählen u. a. Wohn- und Geschäftshäuser, Scheunen, Ställe, Hühnerställe, Scheunen, Industrie- und öffentliche Gebäude, Mühlen, Schmieden, ein Gasthaus, ein Rathaus und eine Kirche mit Glockenturm. Die Baudenkmäler sind mit zeitlich passendem Inventar eingerichtet. 